# Psammochela fibrosa
Psammochela fibrosa är en svampdjursart som först beskrevs av Ridley 1884.  Psammochela fibrosa ingår i släktet Psammochela och familjen Myxillidae. Inga underarter finns listade i Catalogue of Life.